# Manuela de Sousa Marques
Maria Manuela Hanemann Saavedra de Sousa Marques Pinto dos Santos (Lourinhã, Lourinhã, 31 de maio de 1924 — Lisboa, 30 de março de 2015) foi uma professora, ensaísta e tradutora portuguesa de ascendência alemã e espanhola.

## Biografia
Fez o ensino liceal em Lisboa em regime doméstico. De 1941 a 1946 cursou Filologia Germânica na Faculdade de Letras da Universidade de Lisboa, onde a partir da sua formatura sucedeu ao Prof. Wolfgang Kayser na regência de várias cadeiras de Literatura Alemã. Ainda com o mestre germânico preparou a versão portuguesa da obra Fundamentos da Interpretação e da Análise Literária. Foi também aluna de Delfim Santos em História da Educação, com quem viria a casar em 5 de novembro de 1957.
Em 1951 publicou o seu principal ensaio, Heinrich Von Kleist, Poeta Trágico. A partir dessa data deixou a docência universitária para se consagrar ao trabalho de tradutora literária. Entre outros autores estrangeiros que traduziu, foi a primeira a introduzir em Portugal a obra de Hermann Hesse.
A 5 de novembro de 1957, casou civilmente, em Lisboa, com Delfim Santos.
A partir de 1971 integra o Instituto de Meios Audiovisuais de Educação (IMAVE), mais tarde Instituto de Tecnologia Educativa (ITE), embriões da futura Universidade Aberta, onde desenvolveu uma inovadora ação no domínio da pedagogia e da didática. Também nesse ano saiu o primeiro volume das Obras Completas de Delfim Santos cuja publicação organizou e promoveu junto da Fundação Gulbenkian com a colaboração de Jacinto do Prado Coelho.
Desde 1978 até 1992, data da sua aposentação, foi encarregue de importantes trabalhos de tradução oficial para as relações exteriores dos serviços centrais do Ministério da Educação português. Após a sua reforma da função pública dedicou-se à organização e inventariação do importante espólio filosófico, literário e documental de Delfim Santos, que em 2011 viria a doar à Biblioteca Nacional de Portugal.

## Obra

### Ensaio e Crítica Literária
- (1943)  «Goethe e a educação no Wilhelm Meister, Lisboa.»
- (1946) «A Crítica Literária no Romantismo Inglês e Alemão (Primeiras Fases), dissertação para a licenciatura em Filologia Germânica, Lisboa, reed. Lisboa: Arq. D. Santos, 2011, Lisboa.»
- (1947) «Morte, Amor e Poesia, o Romantismo em Novalis, Revista da Faculdade de Letras de Lisboa, Lisboa.»
- (1947) «Uma peça de José Régio: a polémica estreia de 'Benilde ou a Virgem Mãe, Lisboa.»
- (1951) «Heinrich von Kleist, Poeta Trágico, Revista da Faculdade de Letras de Lisboa 17, 2ª s., Lisboa.»
- (1951) «Resposta ao Inquérito sobre a obra de André Gide, para a revista Pentacórnio, Lisboa.»
- (1954) «Almeida Garrett – 27 de Novembro de 1954, Récita de Gala no Teatro de S. Carlos – Representou-se Frei Luiz de Sousa, Lisboa.»
- (1978) «Hermann Hesse em Portugal, apontamentos sobre a sua tradução e recepção, comemorações pelo Instituto Alemão de Lisboa do centenário do nascimento de Hermann Hesse (1977), Lisboa.»

### Tradução
- (1952) HESSE, Hermann.  Ele e o Outro [Klein und Wagner], trad. do alemão, pref. de Delfim Santos, Lisboa, Guimarães Ed., (existe uma edição áudio em 3 cassetes; a BNL produziu um vol. estenografado em Braille, 1982).
- (1956) HESSE, Hermann. Narciso e Goldmundo [Narziss und Golmund], trad. do alemão, Lisboa, Guimarães Ed.
- (1959) ETCHEVERRY, Auguste. O Conflito Atual dos Humanismos [Le conflit actuel des humanismes], trad. do francês, Porto, Tavares Martins.
- (1960) BÖHN, Anton. Satã no Mundo Atual [Epoche des Teufels], trad. do alemão, Porto, Tavares Martins.
- (1960) GRASSI, Ernesto. Arte e Mito [Kunst und Mythos], trad. do alemão, Lisboa, Livros do Brasil.
- (1961) MARTINI, Fritz. História da Literatura Alemã [Deutsche Literaturgeschichte: von den Anfängen bis zur Gegenwart], trad. do alemão, Lisboa, Estúdios Cor.
- (1961) GEHLEN, Arnold. A Alma na Era da Técnica: Problemas de Psicologia Social na Sociedade Industrializada [Die Seele im technischen Zeitalter: Sozialpsychologische Probleme in der industriellen Gesellschaft], trad. do alemão, Lisboa, Livros do Brasil.
- (1961) MARCUSE, Ludwig. Freud e a Psicanálise [Sigmund Freud], trad. do alemão, Lisboa, Livros do Brasil.
- (1965) BEHRENDT, Richard. O Compromisso, Humboldt, trad. do alemão, ano 5, número 12.
- (1966) FRANKL, Viktor. Labirintos do pensamento psicoterapêutico, trad. do alemão, Humboldt, ano 6, número 14.
- (1967) WEISCHEDEL, W. A filosofia no limiar da Época Atómica, trad. do alemão, Humboldt ano 7, número 15.
- (1961) JASPERS, Karl. Iniciação Filosófica Einführung in die Philosophie], trad. do alemão, Lisboa, Guimarães Ed.
- (1961) BRONOWSKI, Jacob. Introdução à Atitude Científica [The Common Sense of Science]', trad. do inglês, Lisboa, Livros Horizonte.
- (1981) RILKE, Rainer Maria. III Elegia de Duíno, trad. do alemão.
- (1985) KANT, Immanuel. Crítica da Razão Pura [Kritik der Reinen Vernunft], trad. do alemão, Lisboa, Fundação Gulbenkian.
- (1986) NIETZSCHE, Friedrich. Ditirambos de Diónisos [Dionysos-Dithyramben], trad. do alemão, introd. e notas de Delfim Santos Fº., ed. bilingue em port. e alemão, Lisboa, Guimarães Ed.

## Principais temas
Para Manuela de Sousa Marques, «O problema da culpa está vinculado ao problema do trágico. Só a culpa metafísica é própria da tragédia. A pura infração moral ou jurídica não se qualifica como trágica. O ato de um criminoso não é trágico enquanto for considerado como opção deliberada pelo que é contrário ao cânone ou lei. Só o schuldlos-schuldig, o inocente-culpado, tem investidura trágica. O criminoso pode, à luz de determinada visão, adquirir a dignidade trágica: mas desde esse momento deixa de ser criminoso aos olhos de quem o vê como vítima de culpa transcendente, como inocente-culpado. O homem trágico não tem culpa, todavia é culpado, ou não é culpado e todavia tem culpa.
O exemplo clássico mais significativo é o de Édipo. Édipo torna-se culpado, a seus olhos e aos de toda a humanidade; contudo, ele serve uma intenção inocente. Os crimes de Édipo só o são a posteriori, após o conhecimento de uma situação primária e ignorada que a posteriori os estigmatiza. Antes de toldado pela tardia revelação, o seu comportamento é conforme com a mais imune intenção moral. E o primeiro momento trágico é a culpabilização do inocente, uma das mais flagrantes manifestações do destino irredutível e aniquilador da fraqueza humana. Essa culpa transcendente e imposta subreptícia e ardilosamente ao homem é a situação por excelência da tragédia grega e europeia».